# Teorema de Casorati-Weierstrass
En anàlisi complexa, una branca de les matemàtiques, el teorema de Casorati–Weierstrass descriu el comportament de funcions holomorfes prop de les seves singularitats essencials. Pren el nom dels matemàtics Karl Theodor Wilhelm Weierstrass i Felice Casorati. En la literatura russa, es coneix també com el teorema de Sokhotski.

## Enunciat formal del teorema
Prenem un subconjunt obert {\displaystyle U} en el pla complex contenint el punt {\displaystyle z_{0}}, i una funció {\displaystyle f} que és holomorfa en {\displaystyle U\setminus \{z_{0}\}}, però que té una sigularitat essencial en {\displaystyle z_{0}}. El teorema de Casorati-Weierstrass enuncia que
Això també pot ser enunciat com:
O encara en termes més descriptius:
Una versió notablement més forta d'aquest resultat ve donada pel Teorema de Picard, que en la notació anterior garanteix que {\displaystyle f} assoleix tots els valors complexos, amb una única possible excepció, infinites vegades en {\displaystyle V}.
En aquest cas que {\displaystyle f} és una funció entera i {\displaystyle a=\infty }, el teorema diu que els valors de {\displaystyle f(z)} s'apropen a tot valor complex i {\displaystyle \infty }, quan {\displaystyle z} tendeix a infinit. Cal remarcar, però, que això no és cert per a funcions holomorfes en dimensió superior, tal com mostra el famós exemple de Pierre Fatou.

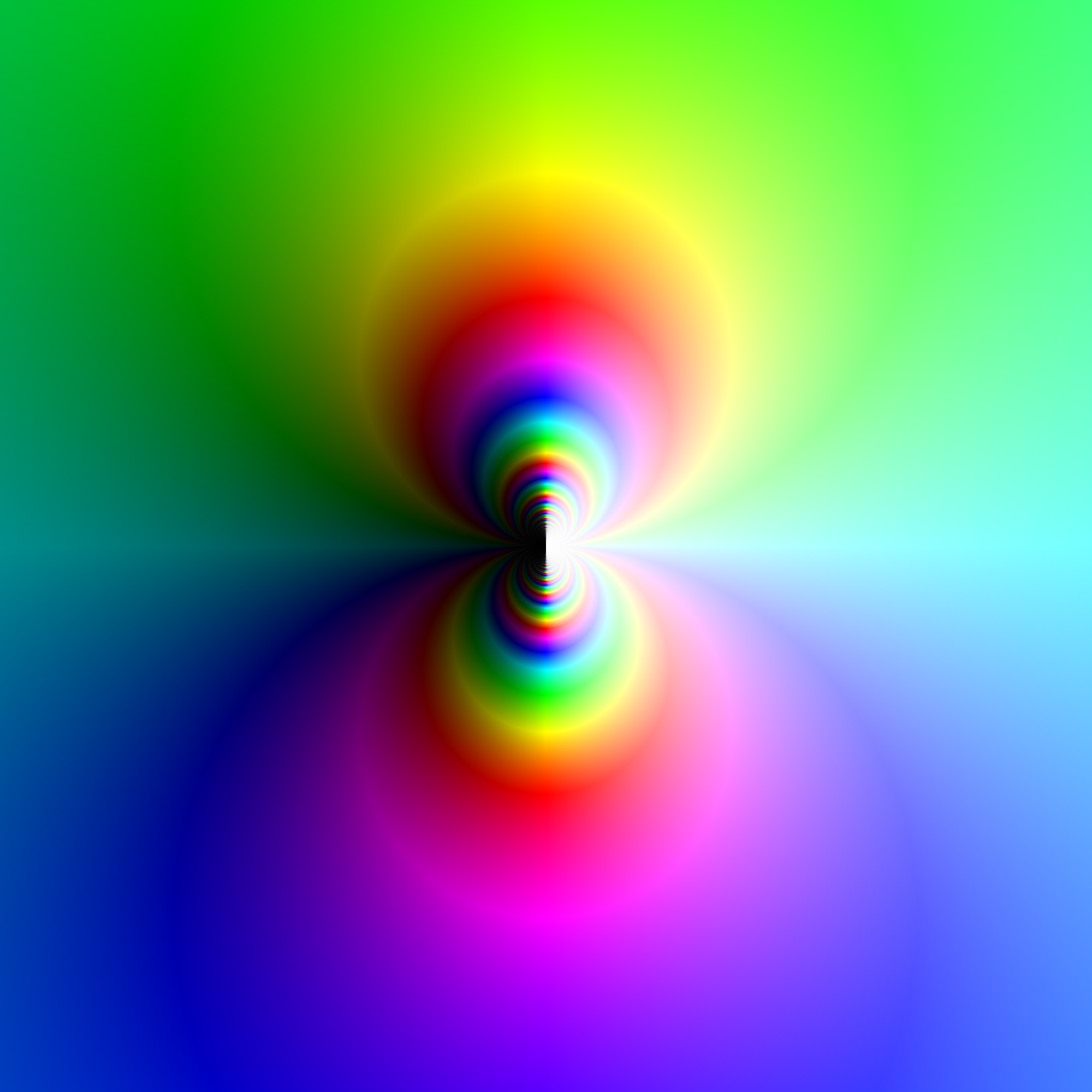
Gràfic de la funció exp(1/z), centrada en la singularitat essencial de z = 0. El color representa l'argument complex, i la intensitat representa el valor absolut. Aquest gràfic mostra que, si hom s'apropa arbitràriament a la singularitat, la funció pren qualsevol valor. Aquest és un comportament oposat al que presentaria un pol, on es veuria uniformement blanc.

## Exemples
La funció f(z) = exp(1/z) té una singularitat essencial en 0, però la funció g(z) = 1/z3 no (té un pol al 0).
Considerem la funció
{\displaystyle f(z)=e^{1/z}.}
Aquesta funció té la següent expansió com a sèrie de Laurent al voltant de la singularitat essencial al punt 0:
{\displaystyle f(z)=\sum _{n=0}^{\infty }{\frac {1}{n!}}z^{-n}.}
Atès que {\displaystyle f'(z)=-{\frac {-e^{{1}/{z}}}{z^{2}}}} existeix per a tots els punts z ≠ 0, sabem que f(z) és anàlitica en un entorn de z = 0 que no contingui aquest punt i, per tant, és una singularitat aïllada. Encara més, es tracta d'una singularitat essencial, ja que la sèrie de Laurent conté un nombre infinit de termes amb grau negatiu.
Usant un canvi de variables a coordenades polars {\displaystyle z=re^{i\theta }} la nostra funció, f(z) = e1/z esdevé: 
{\displaystyle f(z)=e^{{\frac {1}{r}}e^{-i\theta }}=e^{{\frac {1}{r}}\cos(\theta )}e^{-{\frac {1}{r}}i\sin(\theta )}.}
Prenent valor absolut en ambdós costats:
{\displaystyle \left|f(z)\right|=\left|e^{{\frac {1}{r}}\cos \theta }\right|\left|e^{-{\frac {1}{r}}i\sin(\theta )}\right|=e^{{\frac {1}{r}}\cos \theta }.}
Aleshores, per valors de {\displaystyle \theta } tal que {\displaystyle \cos \theta >0}, tenim {\displaystyle f(z)\to \infty } quan {\displaystyle r\to 0}, i per {\displaystyle \cos \theta <0}, {\displaystyle f(z)\to 0} quan {\displaystyle r\to 0}.
Considerem què succeeix, per exemple, quan z pren valors en un cercle de diàmetre 1/R tangent a l'eix imaginari, descrit per r = (1/R) cos θ. Aleshores, 
{\displaystyle f(z)=e^{R}\left[\cos \left(R\tan \theta \right)-i\sin \left(R\tan \theta \right)\right]}
i en particular
{\displaystyle \left|f(z)\right|=e^{R}.}
Llavors, {\displaystyle \left|f(z)\right|} pot prendre qualsevol valor positiu per a una tria adient de R. Com {\displaystyle z\to 0} en el cercle, {\textstyle \theta \to {\frac {\pi }{2}}} amb R fixat. Així que aquesta part de l'equació
{\displaystyle \left[\cos \left(R\tan \theta \right)-i\sin \left(R\tan \theta \right)\right]}
pren tots els valors en el cercle unitat infinites vegades. En conseqüència, f(z) pren el valor de tot nombre del pla complex, excepte el zero, infinites vegades.

## Demostració del teorema
Una prova breu del teorema és la següent:
Sigui f una funció holomorfa en un entorn punxat {\displaystyle V\setminus \{z_{0}\}}, i tal que {\displaystyle z_{0}} n'és singularitat essencial. Suposem a fi d'arribar a contradicció que existeix algun valor b al qual la imatge de la funció no s'hi apropa. És a dir, suposem que existeix un nombre complex b i un {\displaystyle \varepsilon >0} tal que {\displaystyle |f(z)-b|>\varepsilon } per a tot z en V on f està definida.
Aleshores, la nova funció definida per
{\displaystyle g(z)={\frac {z-z_{0}}{f(z)-b}}}
és holomorfa en {\displaystyle V\setminus \{z_{0}\}}. Encara més
{\displaystyle \lim _{z\to z_{0}}g(z)=0,}
de manera que g té una singularitat evitable en {\displaystyle z=z_{0}}. Per tant, prenent {\displaystyle g(z_{0})=0}, tenim que g és holomorfa en tot {\displaystyle V}.
Llavors, al voltant d'aquest punt on g val 0, podem expressar
{\displaystyle g(z)={\frac {z-z_{0}}{f(z)-b}}=(z-z_{0})^{m}h(z)}
on h és una funció holomorfa en {\displaystyle V} que no s'anul·la en {\displaystyle z_{0}}, i {\displaystyle m\geq 1} és l'ordre del zero de g en {\displaystyle z_{0}}. En conseqüència, tenim
{\displaystyle f(z)=b+{\frac {(z-z_{0})^{1-m}}{h(z)}}}
Així, si {\displaystyle m=1} llavors f té una singularitat evitable en {\displaystyle z=z_{0}} i, si {\displaystyle m>1}, té un pol d'ordre {\displaystyle m-1} en {\displaystyle z=z_{0}}. Això contradiu el fet que aquest punt {\displaystyle z_{0}} era una singularitat essencial de la funció f, de manera que queda provat el teorema.

## Conseqüències
Un corol·lari immediat (per eliminació) del resultat anterior és el següent:
Sigui f una funció holomorfa que té una singularitat aïllada en {\displaystyle z=z_{0}}. Si f està acotada en mòdul en un entorn d'aquest punt, és a dir, si existeixen {\displaystyle r,M>0} tals que 
{\displaystyle |f(z)|\leq M\qquad \forall z\in D_{z_{0}}(r)\setminus \{z_{0}\}}
Aleshores, f té una singularitat evitable en {\displaystyle z=z_{0}}.
La demostració és clara, atès que si fos una singularitat essencial la imatge de f no pot estar acotada, ja que no seria densa. A més, tampoc pot tractar-se d'una singularitat del tipus pol, ja que en aquest cas sabem que {\displaystyle \lim _{z\to z_{0}}f(z)=\infty }, contradient de nou la condició d'estar acotada en mòdul en un entorn del punt {\displaystyle z_{0}}. Per tant, per eliminació es té la conclusió enunciada.

## Història
La història d'aquest important teorema està descrita per Collingwood i Lohwater. Va ser publicada per Weierstrass el 1876 (en alemany), i per Sokhotski el 1868 en la seva tesi (en rus). Així doncs, el resultat és conegut com a teorema de Sokhostski en la literatura russa, mentre que s'anomena teorema de Weierstrass en la literarua occidental. El mateix teorema va ser publicat també per Casorati el 1868, i per Briot i Bouquet en la primera edició del seu llibre el 1859. Tanmateix, Briot i Bouquet van excloure aquest teorema en la segona edició (1875).